# Saison 2004-2005 des Diables rouges de Briançon
Autres saisons
Saison précédente Saison suivante
Les Diables rouges de Briançon disputent la saison 2004-2005 au sein de la Ligue Magnus, l'élite du hockey sur glace français.

## La saison régulière

### Contexte
Les Diables rouges restent sur une saison saison 2003-2004 conclue par une neuvième place en Super 16. Les Diables rouges remportent la poule nationale, mais la saison fut chaotique. L'entraîneur-joueur Juha Jokiharju reçoit l'aide de Luciano Basile en cours de saison. L'entraîneur italo-canadien met de l'ordre dans l'équipe et l'équipe progresse et relève la tête en fin de saison.

### Les transferts
- Arrivées et prolongations
  - Éric Blais, Jean-François Jodoin, Tomas Kramny, Michal Divisek prolongent. Lionel Orsolini, Cédric Boldron, Gary Lévêque, Cyril Trabichet, Frédéric Borgnet, Emmanuel Giusti, Yannick Maillot, Arnaud Blanchard, Sébastien Rohat restent aussi au club.
  - Le centre tchèque Martin Filip arrive en provenance du Basingstoke Bison.
  - Le jeune et prometteur Julien Desrosiers Tours arrive tout comme l'international italien Dino Grossi. Ce dernier est suspendu par un an par la fédération française des sports de glace pour un geste commis la saison précédente sous les couleurs de Brest. Luciano Basile va chercher l'international slovène Edo Terglav pour le remplacer en début de championnat.
  - Le jeune suédois Jonas Lund est mis à l'essai, et disputera dix matchs de Ligue Magnus avant d'être prêté à Lyon. En effet, pour cause de lock-out 2004-2005 de la Ligue nationale de hockey, Briançon réalise une belle opération en faisant venir l'ailier Mark Rycroft.
  - Le défenseur offensif Jasmin Gélinas revient à Briançon pour le plus grand plaisir des supporters. Deux défenseurs arrivent Nicolas Pousset (Rouen), Olivier Vandecandelaere (Tours).
  - Le gardien de but Frédérik Beaubien arrive en provenance des Slammers de l'Alabama en WHA2. Il est secondé par Sébastien Muret.
- Départs
  - Le pointeur Mika Kannisto met un terme à sa carrière comme Hugues Moreaux.
  - Mickaël Pérez n'est pas conservé par Basile et retourne à Gap.
  - Les tchèques Jan Bohac et Bohuslav Subr et le gardien titulaire Philippe DeRouville changent d'horizons.

## Composition de l'équipe
Les Diables rouges 2004-2005 sont entraînés par Luciano Basile et le président est Alain Bayrou.
Les statistiques des joueurs en saison régulière de Ligue Magnus sont listés dans le tableau ci-dessous. En ce qui concerne les  buts marqués, les totaux marqués dans cette section ne comprennent pas les buts des séances de tir de fusillade.
Nota : PJ : parties jouées, V : victoires, D : défaites, DPr : défaite en prolongation, Min : minutes jouées, Bc : buts contre, Bl : blanchissages, Moy : moyenne d'arrêt sur la saison, B : buts marqués, A : aides, Pun : minutes de pénalité.

### Gardiens de buts
| Joueur | Joueur            | PJ | V | D | DPr | Min | Bc | Bl | Moy | B | A | Pun |
| ------ | ----------------- | -- | - | - | --- | --- | -- | -- | --- | - | - | --- |
| 34     | Frédérik Beaubien | 25 | - | - | -   | -   | 44 | -  | -   | 0 | 1 | 1   |
| 46     | Sébastien Muret   | 4  | - | - | -   | -   | 13 | -  | -   | 0 | 0 | 0   |

### Joueurs
|    | Joueur                  | Poste | PJ | B  | A  | Pts | Pun | Commentaire         |
| -- | ----------------------- | ----- | -- | -- | -- | --- | --- | ------------------- |
| 19 | Mark Rycroft            | AD    | 13 | 8  | 8  | 16  | 18  | Joueur de LNH       |
| 42 | Julien Desrosiers       | C     | 28 | 31 | 14 | 45  | 70  |                     |
| 23 | Yannick Maillot         | C     | 26 | 8  | 6  | 14  | 24  |                     |
| 25 | Gary Lévêque            | D     | 20 | 1  | 3  | 4   | 12  | Assistant Capitaine |
| 16 | Éric Blais              | A     | 27 | 9  | 10 | 19  | 50  | Capitaine           |
| 37 | Jonas Lund              | A     | 10 | 0  | 1  | 1   | 4   | Prêté à Lyon        |
| 21 | Cyril Trabichet         | A     | 28 | 6  | 8  | 14  | 24  |                     |
| 24 | Martin Filip            | C     | 27 | 10 | 25 | 35  | 6   |                     |
| 41 | Jasmin Gélinas          | D     | 20 | 3  | 12 | 15  | 42  |                     |
| 76 | Michal Divíšek          | D     | 27 | 10 | 7  | 17  | 91  |                     |
| 14 | Olivier Vandecandelaere | D     | 27 | 1  | 3  | 4   | 24  |                     |
| 17 | Emmanuel Giusti         | A     | 2  | 0  | 0  | 0   | 0   |                     |
| 33 | Lionel Orsolini         | A     | 15 | 2  | 4  | 6   | 14  |                     |
| 9  | Edo Terglav             | AD    | 26 | 18 | 14 | 32  | 40  |                     |
| 5  | Jean-François Jodoin    | D     | 24 | 8  | 12 | 20  | 28  | Assistant Capitaine |
| 85 | Sébastien Rohat         | A     | 24 | 0  | 3  | 3   | 16  |                     |
| 41 | Nicolas Pousset         | D     | 26 | 1  | 2  | 3   | 72  |                     |
| 27 | Frédéric Borgnet        | D     | 28 | 1  | 6  | 7   | 20  |                     |
| 66 | Tomáš Kramný            | D     | 27 | 2  | 11 | 13  | 28  |                     |
| 44 | Arnaud Blanchard        | A     | 26 | 0  | 2  | 2   | 41  |                     |

## Saison régulière
L'équipe termine cinquième de la saison régulière avec 39 points pour 18 victoires (2 après prolongations), 2 nuls, 8 défaites (dont une en prolongation). L'équipe possède la troisième attaque du championnat. Jasmin Gélinas blessé à Mulhouse et Gary Lévêque, blessé au genou ne peuvent reprendre la saison. Briançon tente bien d'essayer de recruter un joker médical comme Jani Virtanen mais celui rejoint... Mulhouse.

## Les séries éliminatoires

### Contexte des séries
L'équipe vient de perdre la finale de la coupe de France et doit faire face aux nombreuses suspensions (Filip, Pousset, Maillot, Orsolini). Elle récupère ses joueurs un à un, match après match.

### Quart de Finale
Les Scorpions de Mulhouse sont favoris du quart de finale face aux briançonnais. Emmenés par le joueur de LNH Steven Reinprecht, les scorpions remportent aisément leurs deux premiers matchs à la maison. Malgré, un sursaut des briançonnais qui l'emportent 4-3 lors du premier match à domicile, l'adversaire est décidément trop fort pour des diables rouges solidaires mais limités. Mulhouse remporte la série 3 victoires à 1 le lendemain.
| Date  | Adversaire | Score | Buteurs des Diables Rouges                                                              | Gardien  |
| ----- | ---------- | ----- | --------------------------------------------------------------------------------------- | -------- |
| 11/03 | @ Mulhouse | 5-1   | Trabichet (Rycroft)                                                                     | Beaubien |
| 12/03 | @ Mulhouse | 7-2   | Vandecandelaere (Blanchard) Desrosiers (Trabichet)                                      | Beaubien |
| 15/03 | Mulhouse   | 4-3   | Rycroft (Filip) Desrosiers (Trabichet) Filip (Divisek, Kramny) Filip (Terglav, Divíšek) | Beaubien |
| 16/03 | Mulhouse   | 1-4   | Rycroft (Desrosiers)                                                                    | Beaubien |

## Coupe de France
Briançon remporte ses trois premiers tours à l'extérieur chez des adversaires de division inférieure. Mark Rycroft joue son premier match en France à Nice. En demi-finale, les diables rouges écartent l'impressionnante armada Mulhousienne 4-3. La finale se déroule à Méribel face aux Dragons de Rouen qui l'emportent 4-3 malgré une grande prestation haut-alpine. Le finlandais Kimmo Salminen inscrit deux tirs de pénalités dont le second à un peu plus d'une minute du terme du troisième tiers temps. Cette décision de Frédéric Bachelet déclenche des jets de canettes, entre autres, sur la glace de la part des supporters briançonnais venus en masse. Six joueurs briançonnais sont également expulsés.
| Date  | Adversaire   | Score | Buteurs des Diables Rouges                                                                                 | Gardien  |
| ----- | ------------ | ----- | --- | -------- |
| 23/11 | @ Nice       | 4-5   | Trabichet (Jodoin) Gelinas (Rycroft) Desrosiers (Rycroft) Gelinas (Boldron, Rycroft) Desrosiers (Boldron)  |          |
| 11/01 | @ Valence    | 1-2   | Divisek (Orsolini) Filip                                                                                   |          |
| 01/02 | @ Mont-Blanc | 1-4   | Pousset (Desrosiers, Trabichet) Trabichet (Rycroft, Desrosiers) Terglav (Filip) Rycroft (Desrosiers)       |          |
| 16/02 | Mulhouse     | 4-3   | Filip (Terglav, Blais) Jodoin (Rycroft, Desrosiers) Trabichet (Desrosiers, Rycroft) Terglav (Blais, Filip) | Beaubien |
| 28/02 | Rouen        | 4-3   | Desrosiers (Trabichet) Blais (Terglav, Desrosiers) Trabichet                                               | Beaubien |